# Lago Llanquihue
El lago Llanquihue corresponde al segundo mayor lago de Chile tras el lago General Carrera, con una extensión de 860 km². Su profundidad no se conoce con certeza, pero algunas sondas de cordel han arrojado cifras superiores a 350 m. Está a una altitud de 70 m sobre el nivel del mar.  Está ubicado en la región de Los Lagos, Chile, entre las provincias de Llanquihue y Osorno.

## Ubicación y descripción
En su ribera se encuentran atractivas y pintorescas ciudades que han tenido un importante desarrollo turístico como Puerto Varas, Frutillar, Puerto Octay y Llanquihue y balnearios como Las Cascadas o Ensenada.

## Hidrología
Los tributarios del Llanquihue son cortos. Por la ribera oriente llegan torrentes desde la falda occidental del volcán Osorno (2652 m s. n. m.) y los tributarios del sur descienden en su mayoría de la falda norte del volcán Calbuco (2016 m s. n. m.). De estos últimos, el más importante es el río Pescado, que desemboca entre la Poza y la Punta de los Ingleses.

## Historia
El lago recibe su nombre del mapudungun llanquyn-we, "lugar hundido".
El origen mitológico de este lago está expresado en la Leyenda de Licarayén.
Francisco Astaburuaga escribió en 1899 en su obra póstuma Diccionario geográfico de la República de Chile sobre el lago:
Es el mayor de los de Chile y está situado en el departamento á que da su nombre entre los 40º 58' y 41° 20' Lat., y entre los 72° 31' y 73° 00' Lon., comprendiendo una superficie de unos 585 kilómetros cuadrados con una altitud de 52 metros. Su mayor extensión es de E. á O. entre el puerto del Volcán y el de Philippi, que mide 43 kilómetros; siendo la de N. á S., entre el puerto de Octay y Puerto Varas, de 41. Baña por el oriente la base del volcán de Osorno al cual se ve resaltar magestuosamente en toda su altura desde casi todos los puntos de su superficie. Se rodea de costas desiguales por senos de moderada internación que forman puertos y caletas para embarcaciones menores, como los ya mencionados y los del Frutillar, de Domeyko, de Pérez Rosales, de Cox, de Fonck, &c. Sus márgenes, de suaves colinas en general, se visten de abundante vegetación y arbolado, y ofrecen tierras labraderas y fértiles que ostentan algún cultivo. Sus aguas son puras y dulces, y de un hermoso azul marino, debido á la notable hondura de su fondo; suministrándoselas en cuantiosa copia las frecuentes lluvias y los arroyos de las alturas circunvecinas que caen en él, algunos en vistosas cascadas. Desagua por su lado sudoeste á nueve kilómetros al NO. de Puerto Varas dando origen al río Maullín. Este gran lago fue descubierto por el Gobernador Valdivia por marzo ó abril de 1552 en su última expedición austral hasta ese río, quien al llegar á él, dice en carta al rey de España de 26 de octubre de ese año, «no pude pasar de allí á causa de salir de la cordillera grande un río muy caudaloso de anchor de más de una milla, é así me subí el río arriba derecho á la sierra, y en ella hallé un lago de donde procedía el río, que al parecer de todos los que allí iban conmigo, tenía hasta cuarenta leguas de bojo». También lo orilló en 1558 por la parte occidental la expedición de Hurtado de Mendoza; véase río Maullín. En los primeros tiempos se le llamaba laguna de Hueñauca; la denominación de Llanquihue proviene de llanquyn, caerse, zabullirse en el agua, y de hue, paraje.

## Población, economía y ecología

### Normas secundarias de calidad ambiental
El Ministerio del Medio Ambiente de Chile, en cumplimiento de las obligaciones que le impone la ley sobre bases generales del medio ambiente, estableció las normas secundarias de calidad ambiental (en adelante NSCA) para el lago Llanquihue.
El texto de la ley promulgada el 17 de noviembre de 2009, con los límites exigidos, lugares y frecuencias de medición, etc, puede ser vista en línea desde NSCA para el lago Llanquihue.
La promulgación de estas normas para la cuenca constituye la culminación de un largo proceso en que inciden aspectos legales, comunitarios, económicos, ecológicos, de infraestructura y científicos. La metodología usada, para el caso de la cuenca del río Huasco, puede ser vista en Norma Secundaria de Calidad Ambiental para las aguas superficiales de la cuenca del río Huasco.

### Estado trófico
La eutrofización es el envejecimiento natural de cuerpos lacustres (lagos, lagunas, embalses, pantanos, humedales, etc.) como resultado de la acumulación gradual de nutrientes, un incremento de la productividad biológica y la acumulación paulatina de sedimentos provenientes de su cuenca de drenaje. : 4  Su avance es dependiente del flujo de nutrientes, de las dimensiones y forma del cuerpo lacustre y del tiempo de permanencia del agua en el mismo. : 24  En estado natural la eutrofización es lenta (a escala de milenios), pero por causas relacionadas con el mal uso del suelo, el incremento de la erosión y por la descarga de aguas servidas domésticas entre otras, puede verse acelerado a escala temporal de décadas o menos.: 4  Los elementos más característicos del estado trófico son fósforo, nitrógeno, DBO5 y clorofila y la propiedad turbiedad.
Existen diferentes criterios de clasificación trófica que caracterizan la concentración de esos elementos (de menor a mayor concentración) como: ultraoligotrófico, oligotrófico, mesotrófico, eutrófico, hipereutrófico. Ese es el estado trófico del elemento en el cuerpo de agua. Los estados hipereutrófico y eutrófico son estados no deseados en el ecosistema, debido a que los bienes y servicios que nos brinda el agua (bebida, recreación, higiene, entre otros) son más compatibles con lagos de características ultraoligotróficas, oligotróficas o mesotróficas. : 14 
Según un informe de la Dirección General de Aguas de 2018, la evaluación actual del estado trófico del lago presenta una condición oligotrófica para su clorofila.: 29 